# Filtre passabanda

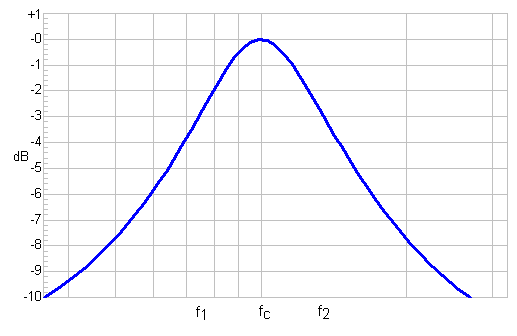
Resposta freqüencial d'un filtre passabanda

Un circuit LRC passabanda.

Un filtre passabanda és un tipus de filtre electrònic que deixa passar a un determinat rang de freqüències d'un senyal i atenua el pas de la resta.

## Implementació
Un circuit simple de filtre passabanda és un circuit RLC (resistència, condensador i bobina) que es deixa passar la freqüència de ressonància, que seria la freqüència central (fc) i les freqüències properes a aquesta, com serien a la imatge f1 i f2.
Una altra forma de construir un filtre passabanda és usar un filtre passabaix en sèrie amb un filtre filtre passaalt entre els quals hi ha un rang de freqüències que ambdós deixen passar.
Un filtre ideal seria el que té uns costats totalment planes i una zona de transició entre ambdues nul·la, però a la pràctica, això no s'aconsegueix mai. Per mesurar si un filtre és bo, s'utilitza el factor Q. En filtres d'altes freqüències acostuma a aparèixer un rissat en les zones de transició, conegut com a fenomen de Gibs.
Un pas més en els filtrespassa banda serien els de freqüència mòbil, en els que es poden variar alguns paràmetres freqüencials. Un exemple d'això és el circuit RLC anterior amb la substitució del condensador per un varactor, que actua com un condensador variable, podent així, canviar la freqüència central.
Resulta complicat construir un filtre passabanda ideal (i, en general, filtres de resposta ideal) al món analògic, això es fa possible mitjançant components passius com inductàncies o condensadors, i actius com operacionals o simples transistors. No obstant això, si ens traslladem al processament digital de senyals, resulta sorprenent veure com podem construir respostes en freqüència pràcticament ideals, ja que en processament digital de senyal manegem vectors amb valors numèrics (que són senyals discrets), en lloc de senyals continus en el temps.

## Aplicacions
Alguna aplicació dels filtres passabanda són pels equalitzadors d'àudio, per fer que algunes freqüències s'amplifiquin més que d'altres; eliminar els sorolls que apareixen junt a un senyal, sempre que la freqüència d'aquest sigui fixa i coneguda.
Deixant de banda les aplicacions electròniques, un exemple seria en el camp de les ciències atmosfèriques, on són usats per manejar les dades d'un rang de 3 a 10 dies.

En neurociència, en els experiments de David Hubel i Torsten Wiesel per intentar explicar com actuen les cèl·lules en el cervell es feia ús de filtres passabanda en les visualitzacions simples de cèl·lules corticals on van ser mostrades per primera vegada per aquests dos, volien tenir característiques que s'assemblessin a la resposta de filtres de Gabor, que són passabanda.